# بلاك ريفر فولز
بلاك ريفر فولز (ويسكونسن) (بالإنجليزية: Black River Falls, Wisconsin)‏ هي مدينة من الدرجة الرابعة، بلدة ومقر المقاطعة تقع في الولايات المتحدة في مقاطعة جاكسون (ويسكونسن). يقدر عدد سكانها بـ 3,622 نسمة ومساحتها 10.88 كم2 وترتفع عن سطح البحر 242 متر.

## التركيبة السكانية
قام مكتب تعداد الولايات المتحدة بتحديد بيانات التركيبة السكانية لبلاك ريفر فولزفي تعداد الولايات المتحدة. في ما يلي، التركيبة السكانية حسب تعدادي 2000 و2010.

### تعداد عام 2000
بلغ عدد سكان بلاك ريفر فولز 3,618 نسمة بحسب تعداد عام 2000، وبلغ عدد الأسر 1,563 أسرة وعدد العائلات 886 عائلة مقيمة في المدينة. في حين سجلت الكثافة السكانية 1,146.4 نسمة لكل ميل مربع (442.6/كم2). وبلغ عدد الوحدات السكنية 1,679 وحدة بمتوسط كثافة قدره 532.0 نسمة لكل ميل مربع (205.4/كم2).
وتوزع التركيب العرقي للمدينة بنسبة 93.37% من البيض و 4.73% من الأمريكيين الأصليين و 0.11% من الأمريكيين ذوي الأصول الآسيوية و 0.08% من سكان جزر المحيط الهادئ و 0.19% من الأمريكيين الأفارقة و 0.97% من عرقين مختلطين أو أكثر.
بلغ عدد الأسر 1,563 أسرة كانت نسبة 25.8% منها لديها أطفال تحت سن الثامنة عشر تعيش معهم، وبلغت نسبة الأزواج القاطنين مع بعضهم البعض 43.4% من أصل المجموع الكلي للأسر، ونسبة 10.2% من الأسر كان لديها معيلات من الإناث دون وجود شريك، وكانت نسبة 43.3% من غير العائلات. تألفت نسبة 38.0% من أصل جميع الأسر من أفراد ونسبة 19.6% كانوا يعيش معهم شخص وحيد يبلغ من العمر 65 عاماً فما فوق. وبلغ متوسط حجم الأسرة المعيشية 2.82، أما متوسط حجم العائلات فبلغ 2.15.
بلغ العمر الوسطي للسكان 42 عاماً. وكانت نسبة 20.8% من القاطنين تحت سن الثامنة عشر، وكانت نسبة 8.9% بين الثامنة عشر والأربعة وعشرون عاماً، ونسبة 24.2% كانت واقعةً في الفئة العمرية ما بين الخامسة والعشرون حتى والأربعة وأربعون عاماً، ونسبة 21.3% كانت ما بين الخامسة والأربعون حتى الرابعة والستون، ونسبة 24.8% كانت ضمن فئة الخامسة والستون عاماً فما فوق. يوجد لكل 100 أنثى 87.1 ذكر، ويوجد لكل 100 أنثى في الثامنة عشر من عمرها فما فوق 81.3 ذكر.
بلغ متوسط دخل الأسرة في المدينة 33,555 دولار، أما متوسط دخل العائلة فبلغ 46,222 دولار. وكان متوسط دخل الذكور 31,481 دولار مقابل 18,519 دولار للإناث. وسجل دخل الفرد الخاص بالمدينة 21,532 دولار. وكانت نسبة 3.7% من العائلات ونسبة 7.7% من السكان تحت خط الفقر، وكان من هؤلاء نسبة 5.4% تحت سن الثامنة عشر ونسبة 10.4% في الخامسة والستين من العمر وما فوق.

### تعداد عام 2010
بلغ عدد سكان بلاك ريفر فولز 3,622 نسمة بحسب تعداد عام 2010، وبلغ عدد الأسر 1,613 أسرة وعدد العائلات 845 عائلة مقيمة في المدينة. في حين سجلت الكثافة السكانية 883.4 نسمة لكل ميل مربع (341.1/كم2). وبلغ عدد الوحدات السكنية 1,732 وحدة بمتوسط كثافة قدره 422.4 لكل ميل مربع (163.1/كم2).
وتوزع التركيب العرقي للمدينة بنسبة 91.5% من البيض و 5.2% من الأمريكيين الأصليين و 0.3% من الأمريكيين ذوي الأصول الآسيوية و 0.5% من الأمريكيين الأفارقة و 2.3% من عرقين مختلطين أو أكثر.
بلغ عدد الأسر 1,613 أسرة كانت نسبة 26.2% منها لديها أطفال تحت سن الثامنة عشر تعيش معهم، وبلغت نسبة الأزواج القاطنين مع بعضهم البعض 36.7% من أصل المجموع الكلي للأسر، ونسبة 11.7% من الأسر كان لديها معيلات من الإناث دون وجود شريك، بينما كانت نسبة 4.0% من الأسر لديها معيلون من الذكور دون وجود شريكة وكانت نسبة 47.6% من غير العائلات. تألفت نسبة 41.5% من أصل جميع الأسر من أفراد ونسبة 17.4% كانوا يعيش معهم شخص وحيد يبلغ من العمر 65 عاماً فما فوق. وبلغ متوسط حجم الأسرة المعيشية 2.89، أما متوسط حجم العائلات فبلغ 2.13.
بلغ العمر الوسطي للسكان 41.6 عاماً. وكانت نسبة 22.8% من القاطنين تحت سن الثامنة عشر، وكانت نسبة 6.8% بين الثامنة عشر والأربعة وعشرون عاماً، ونسبة 24.4% كانت واقعةً في الفئة العمرية ما بين الخامسة والعشرون حتى والأربعة وأربعون عاماً، ونسبة 24.7% كانت ما بين الخامسة والأربعون حتى الرابعة والستون، ونسبة 21.2% كانت ضمن فئة الخامسة والستون عاماً فما فوق. وتوزع التركيب الجنسي للسكان بنسبة 48.4% ذكور و51.6% إناث.